# Temecula (Kalifornija)
Temecula je grad u američkoj saveznoj državi Kalifornija. Prema popisu stanovništva iz 2010. u njemu je živjelo 100.097 stanovnika.